# Yom Sang-seop
Yom Sang Seop (nacido en 1887) fue un escritor y combatiente por la independencia coreana de la primera mitad del siglo XX. Fue un pionero de la narrativa moderna coreana y un "escritor del periodo de descontento". Fue uno de los primeros realistas y naturalistas de la literatura coreana. Fue arrestado por su rol en la resistencia contra el colonialismo japonés.

## Biografía
Yom Sang-seop nació en 1887 en Seúl y estudió la escuela preparatoria en Japón a partir de 1912. Después de acabar la preparatoria, entró en la Universidad Keio, pero la dejó después de un semestre y creó una revista literaria con el escritor Hwang Seok-u. Por esas fechas descubrió el movimiento 1 de marzo por la independencia de Corea y empezó a planear una concentración paralela en Osaka, Japón. Eso motivó que fuera arrestado y encarcelado, pero fue absuelto en segunda instancia.(Yom, 473-4). En 1920 regresó a Corea y trabajó como periodista en el periódico Dong-A Ilbo. Durante la década de los veinte defendió la literatura nacional de Corea y fue uno de los pocos escritores (Hwang Sun-won fue otro ejemplo destacable) que no escribió ni publicó artículos en japonés en el cenit de la represión colonial, aunque volvió a Japón en 1926 para centrarse en la escritura. En 1928 regresó a Corea, se casó con Kim Yong-ok y se unió al periódico Chosun Ilbo como editor principal de la sección de Arte y Ciencia. Cuando se fundó la Academia Coreana de Artes fue elegido miembro de por vida. Después de una larga y distinguida carrera, falleció el 14 de marzo de 1963.

## Obra
Publicó su primera obra de ficción en 1919. En 1921, su historia "La rana de la sala de especímenes" se publicó en la publicación Amanecer de la historia y en 1922 se publicó otra de sus obras más famosas, "En la víspera de la revolución". Regresó a Japón y escribió las novelas Dos corazones y Amor y crimen. Mientras trabajaba en el periódico Chosun Ilbo, escribió su tercera novela Desbocado. Quizá su obra más famosa es Tres generaciones, una novela de 472 páginas publicada en 1931. Como era común en esa época, fue publicada en fascículos en el diario Chosun Ilbo. Sin embargo, no se reconoció como importante y no se publicó en forma de libro hasta 1948. Con el paso del tiempo se reconoció su importancia en la literatura coreana. 
En 1953 fue reconocido con el premio cultural de Seúl, tres años más tarde recibió el premio literario Asia Freedom y un año después, en 1957, recibió el premio a la contribución de la Academia Nacional de Artes. Un año antes de morir, también fue premiado con el Premio Cultural del 1 de Marzo y la Medalla del Presidente de Corea.

## Obras en coreano (lista parcial)
Novelas
- Amor y crimen (1928)
- Dos corazones (1929)
- Desbocado (1930)
- Tres generaciones (1931)

Relatos
- "La rana de la sala de especímenes (Pyobonsirui cheonggaeguri, 1921)
- "La oscura noche (Amya)
- "La víspera de año nuevo" (Jeya)
- "En la víspera de la revolución" (Mansejeon, 1922).

## Premios
- Premio cultural de Seúl (1954)
- Premio literario Asia Freedom (1956)
- Premio a la contribución de la Academia Nacional de Artes (1957)
- Premio cultural del 1 de marzo (1962)